# Serrat dels Teixons
El Serrat dels Teixons és una muntanya de 1.057 metres que es troba al municipi de la Quar, a la comarca catalana del Berguedà.